# 농업 사업
농업 사업은 농업에서 가치 사슬의 산업, 기업, 연구 분야를 의미하며, 바이오 비즈니스 또는 바이오 기업이라고도 불린다. 농업 비즈니스의 주요 목표는 천연 자원과 관련된 제품에 대한 소비자의 요구를 충족시키면서 수익을 극대화하는 것이다. 농업 비즈니스는 농장, 식품 및 섬유 가공, 임업, 어업, 생명공학 및 바이오 연료 기업과 그 투입 공급업체를 포함한다.
비즈니스 성장과 농업 성과에 대한 연구에 따르면 성공적인 농업 비즈니스는 내부적으로 비용 효율적이며 유리한 경제적, 정치적, 물리적 유기적 환경에서 운영된다. 이들은 시장 가격 경쟁력을 보장하기 위해 확장하고 수익을 창출하며 토지, 노동력, 자본의 생산성을 향상시키고 비용을 절감할 수 있다.
농업 비즈니스는 농업에만 국한되지 않는다. 농업 비즈니스 시스템을 통해 투입물, 부가가치 창출, 마케팅, 기업가 정신, 소액 금융, 농업 확장 등 더 넓은 범위를 포괄한다.
필리핀과 같은 일부 국가에서는 농업 기업의 설립 및 관리를 위해 일정 수준 이상의 운영, 자본화, 토지 면적 또는 농장 내 동물 수 이상의 등록된 농업인과 상담이 필요하다.